# 991 a.C.

## Eventos
- Fim do reinado de Psusenés I no Egito.[1]
- Forbas, quinto arconte hereditário de Atenas. Ele foi arconte durante trinta anos.[2][Nota 1]